# Ana Rocha Fernandes
Ana Rocha Fernandes (Santiago) é diretora-cineasta, escritora e produtora cabo-verdiana.

## Biografia
Fernandes nasceu na ilha de Santiago em Cabo Verde. Foi professora em Cabo Verde, e depois mudou-se para a Alemanha para estudar arquitetura na Universidade de Siegen, e especializou-se em arquitetura e também na arte cinematográfica na Film Academy Baden-Württemberg, na cid ade alemã Ludwigsburg.
Ela trabalha como escritora e cineasta. Tendo filmes internacionalmente premiados nos festivais de cinema, dentre os quais destaca-se participar em 2012 da lista dos 10 melhores filmes de curta-metragem para o Óscar (em inglês Oscar-Shortlist 2012).

## Filmografia selecionada
- 2018: The Forum, World Economic Forum (documentário) produtora;[5][6][7]
- 2017: What to do with all this Love (documentário) produtora;[6][8]
- 2013: Vielen Dank für Nichts;
- 2012: Keep Rollin' (documentário) produtora;[6][9]
- 2012: Golfo Popular - The story of the black lords (documentário) diretora;[6][10]
- 2011: Von Menschen und Waffen (documentário) produtora;[6][11]
- 2009: Das Rauschen des Meeres (curtametragem dramático, O som do mar) autora e diretora;[5][12][13] sobre um refugiado africano na prisão de deportação.[12]
- 2009: Humans child (infantil);[6][14]
- 2003: Landliebe - Jungbauer sucht Frau (documentário);[6][15]
- 1999: Rabelados - Die gewaltlosen Rebellen der kapverdischen Inseln (documentário, Rabelados - os rebeldes não violentos das ilhas de Cabo Verde),[4][6][16] sobre a comunidade Rabelados;[4][5][17] que resistiu à colonização portuguesa mantendo a cultura raiz.[4]

## Prêmios
- Das Rauschen des Meeres

- - 2010: Melhor Curta-Metragem - Baden-Württembergischer Filmpreis: Filmschau Baden-Württemberg [3][4]
  - Melhor Curta-Metragem de Ficção - Azores Film Festival;[4]
  - Lobende Erwähnung Cleveland Int.Filmfestival;[4]
  - 2011: Prêmio do Júri - Cape Verde International Film Festival[3]
  - Festivais: Internationale Hofer Filmtagen; Filmfestival Max Ophüls Preis; Cleveland Int. Filmfestival; Kurzfilmfestival; Deutsch-französisches Kurzfilm-Rendezvous; Cambridge Film Festival;[4]

- Rabelados – die gewaltlosen Rebellen der Kapverdischen Inseln

- - Menção honrosa no Locarno International Film Festival [3]
  - Prêmio Melhor Filme/Imprensa, Festival Internacional de Cinema e Vídeo Ambiental (FICA), Brasil [3]